# Phalacrotophora epeirae
Phalacrotophora epeirae är en tvåvingeart som först beskrevs av Charles Thomas Brues 1902.  Phalacrotophora epeirae ingår i släktet Phalacrotophora och familjen puckelflugor. Inga underarter finns listade i Catalogue of Life.